# Station Mława Wąskotorowa
Station Mława Wąskotorowa is een spoorwegstation in de Poolse plaats Mława.